# Головань Олег Михайлович
Олег Михайлович Головань (21 вересня 1971, Хмільник, Вінницька область, Українська РСР, СРСР) — український та радянський футболіст, нападник.

## Спортивна кар'єра
До 1985 року займався футболом у ДЮСШ міста Хмільник. Потім продовжував відшліфовувати майстерність у київській Республіканській спортивній школі-інтернаті. З 1989 року виступав за українські команди майстрів «Нива» (Вінниця), «Дрогобич» і «Металург» (Запоріжжя). У складі останнього клубу провів 50 матчів у вищих лігах чемпіонатів СРСР і України.
1993 року переїхав до Німеччини, де виступав за команди нижчих дивізіонів. У 2007 році закінчив свою футбольну кар'єру.